# Phytosciara flavescens
Phytosciara flavescens är en tvåvingeart som först beskrevs av Günther Enderlein 1911.  Phytosciara flavescens ingår i släktet Phytosciara och familjen sorgmyggor. Inga underarter finns listade i Catalogue of Life.